# Cytisus
Genre
Classification phylogénétique
Cytisus est un genre de plantes à fleurs de la famille des Fabaceae (Légumineuses).
Ses espèces sont généralement appelées « genêts » ou « cytises ».
C'est le genre du genêt à balais.

## Étymologie
Le nom latin Cytisus (également cytisum), en grec kytisos, désignait un arbrisseau de la famille des Fabaceae, peut-être la luzerne arborescente, Medicago arborea.

## Caractéristiques botaniques
Les cytises sont des arbrisseaux ou sous-arbrisseaux dépourvus d'épines. Les feuilles simples sont le plus souvent réduites à trois folioles, parfois rapidement caduques. Le calice gamosépale est bilabié (deux lèvres dont la supérieure à deux dents ou tronquée, l'inférieure à trois dents). Le fruit est une gousse linéaire ou oblongue contenant de nombreuses graines.

## Liste d'espèces
- Cytisus aeolicus Guss. ex Lindl.
- Cytisus arboreus (Desf.) DC.
- Cytisus ardoini E.Fourn.
- Cytisus baeticus (Webb) Steud.
- Cytisus battandieri - Genêt Ananas
- Cytisus balansae (Boiss.) Ball
- Cytisus candicans
- Cytisus cantabricus (Willk.) Rchb.f.
- Cytisus caucasicus
- Cytisus commutatus (Willk.) Briq.
- Cytisus ×dallimorei Rolfe (Cytisus multiflorus × Cytisus scoparius 'Andreanus')
- Cytisus decumbens (Durande) Spach
- Cytisus filipes Webb & Berthel.
- Cytisus galianoi Talavera & P.E.Gibbs
- Cytisus glabratus Link
- Cytisus grandiflorus DC.
- Cytisus ×kewensis Bean (Cytisus ardoinii × Cytisus multiflorus)
- Cytisus multiflorus (L'Hér.) Sweet
- Cytisus nigricans L.
- Cytisus oromediterraneus Rivas Mart. et al - genêt purgatif
- Cytisus ×praecox (Cytisus multiflorus × Cytisus oromediterraneus) genêt à fleurs blanches
- Cytisus scoparius (L.) Link - genêt à balais
- Cytisus striatus (Hill) Rothm.
- Cytisus supranubius (L.f.) Kuntze
- Cytisus triflorus Lam.
- Cytisus valdesii Talavera & P.E.Gibbs
- Cytisus villosus Pourr.
- Cytisus virescens Wohlf.

Selon Catalogue of Life :
- Cytisus acutangulus
- Cytisus aeolicus
- Cytisus agnipilus
- Cytisus albidus
- Cytisus albus
- Cytisus arboreus
- Cytisus ardoinii
- Cytisus austriacus
- Cytisus baeticus
- Cytisus balansae
- Cytisus beanii
- Cytisus benehoavensis
- Cytisus blockianus
- Cytisus borysthenicus
- Cytisus cantabricus
- Cytisus cassius
- Cytisus commutatus
- Cytisus creticus
- Cytisus decumbens
- Cytisus drepanolobus
- Cytisus elongatus
- Cytisus emeriflorus
- Cytisus eriocarpus
- Cytisus filipes
- Cytisus fontanesii
- Cytisus grandiflorus
- Cytisus graniticus
- Cytisus heterochrous
- Cytisus hirsutus
- Cytisus ingramii
- Cytisus jankae
- Cytisus kovacevii
- Cytisus kreczetoviczii
- Cytisus lasiosemius
- Cytisus leiocarpus
- Cytisus malacitanus
- Cytisus maurus
- Cytisus megalanthus
- Cytisus moleroi
- Cytisus multiflorus
- Cytisus nejceffii
- Cytisus orientalis
- Cytisus paczoskii
- Cytisus podolicus
- Cytisus praecox
- Cytisus procumbens
- Cytisus proliferus
- Cytisus pseudoprocumbens
- Cytisus pulvinatus
- Cytisus purpureus
- Cytisus ratisbonensis
- Cytisus reverchonii
- Cytisus ruthenicus
- Cytisus sauzeanus
- Cytisus scoparius
- Cytisus spinescens
- Cytisus striatus
- Cytisus supranubius
- Cytisus tommasinii
- Cytisus tribracteolatus
- Cytisus triflorus
- Cytisus villosus
- Cytisus wulfii

## Espèces déplacées vers d'autres genres
- Pour Cytisus laburnum L., voir Laburnum anagyroides Medik.
- Pour Cytisus sessilifolius L., voir Cytisophyllum sessilifolium (L.) O.Lang

On remarquera que les espèces de Cytisus spp. décrites par Linné sont de toute manière rarement valables en nomenclature. Ce genre a été correctement décrit en 1798, soit après la mort de Linné.